# Parachronistis
Parachronistis is een geslacht van vlinders van de familie tastermotten (Gelechiidae).

## Soorten
- P. albicapitella (Doubleday, 1859)
- P. albiceps

Zebramot (Zeller, 1839)
- P. destillans (Meyrick, 1918)